# Шебојган (Мичиген)
Шебојган (енгл. Cheboygan) град је у америчкој савезној држави Мичиген. По попису становништва из 2010. у њему је живело 4.867 становника.

## Демографија
Према попису становништва из 2010. у граду је живело 4.867 становника, што је 428 (8,1%) становника мање него 2000. године.
| Група             | 2000.         | 2010.         |
| Белци             | 4.826 (91,1%) | 4.383 (90,1%) |
| Афроамериканци    | 27 (0,5%)     | 47 (1,0%)     |
| Азијати           | 14 (0,3%)     | 10 (0,2%)     |
| Хиспаноамериканци | 76 (1,4%)     | 60 (1,2%)     |
| Укупно            | 5.295         | 4.867         |